# 安广生
安广生，字无倾，号简庵，常州府无锡县（今江苏省无锡市）人。明朝诗人，著有《樗隐草》。明末东林党领袖安希范之第四子。

## 诗作
《春归》

新阴已遍最高林，忍见残红委碧浔。
双蝶御风花架静，一蛙鸣雨柳塘深。
窗低蕉荫云先绿，杯写山光月共斟。
世事浑如篱畔草，春归消长不关心。
《立秋后一日偕群从过西林》

早秋风日好，挟伴共寻幽。
岁月抛尘外，烟云挂杖头。
闲情狎鱼鸟，残照淡林邱。
坐卧不知晚，归欤还复留。

## 家族
祖父，安如山，四川按察司僉事。父亲，安希范，东林八君子。长兄，安广居，崇祯进士。仲兄，安广誉，明朝诗人、书法家。三兄，安广成。